# Yuming THE GREATEST HITS
『Yuming THE GREATEST HITS』（ユーミン・ザ・グレイティスト・ヒッツ）は、松任谷由実（ユーミン）のベスト・アルバム。2002年3月20日に｢松任谷由實“acacia”香港演唱會｣という香港コロシアムでの海外公演を記念し、香港限定で発売された（YMK-001）。後に日本ではHMVで期間限定で一般販売された。

## 解説
- 香港公演を記念して製作された「公式」のベスト・アルバムである。
- 選曲は『acacia Tour』演奏曲を中心に収録されている。
- 現在では高速道路のサービスエリアに「輸入盤」扱いでごくまれに置いてあるほかは、一般には発売されておらず、日本での入手は困難である。

## 収録曲
1. 來吧、春天 〈春よ、来い〉
アルバム『THE DANCING SUN』より。
2. 被温柔包圍著（album version） 〈やさしさに包まれたなら〉
アルバム『MISSLIM』より。
3. Lipstick 的留言 〈ルージュの伝言〉
アルバム『COBALT HOUR』より。
4. 冷雨 〈冷たい雨〉
アルバム『OLIVE』より。
5. 回到那天 〈あの日にかえりたい〉
アルバム『YUMING BRAND』より。
6. 想保護你 〈守ってあげたい〉
アルバム『昨晩お会いしましょう』より。
7. 7個真相 7個謊言 〈7 TRUTHS 7 LIES〜ヴァージンロードの彼方で〉
アルバム『acacia(アケイシャ)』より。
8. 仲夏夜之夢 〈真夏の夜の夢〉
アルバム『U-miz』より。
9. 夕涼 〈夕涼み〉
アルバム『PEARL PIERCE』より。
10. 遲開的蒲公英 〈ダンデライオン〜遅咲きのたんぽぽ〉
アルバム『VOYAGER』より。
11. 美人蕉8號線 〈カンナ8号線〉
アルバム『昨晩お会いしましょう』より。
12. 拯救我們 〈SAVE OUR SHIP〉
アルバム『天国のドア』より。
13. 在藍色船上 〈青い船で〉
アルバム『VOYAGER』より。
14. 畢業相片 〈卒業写真〉
アルバム『COBALT HOUR』より。
15. 紀念日 〈ANNIVERSARY〉
アルバム『LOVE WARS』より。
16. 命運 〈DESTINY〉
アルバム『悲しいほどお天気』より。
17. 洋槐 〈acacia［アカシア］〉
アルバム『acacia(アケイシャ)』より。